# Torneio Seletivo Superliga Brasileira de Voleibol Feminino - Série A
Torneio Seletivo Superliga Brasileira de Voleibol Feminino - Série A  foi uma competição organizada anualmente pela CBV na qual reuniam-se os clubes desclassificados na Superliga B e as últimas colocadas na Superliga A. Ao final da competição, o campeão alcança a promoção a elite do voleibol nacional e disputa a seguinte Superliga A.
A primeira edição ocorreu em 2015 e a equipe campeã foi o CC Valinhos.
Em 2017 a CBV extinguiu o Torneio Seletivo, substituindo-o pela Taça Ouro, com formato semelhante.